# Malayotyphlops canlaonensis
Malayotyphlops canlaonensis — вид змій родини сліпунів (Typhlopidae). Ендемік Філіппін.

## Поширення і екологія
Malayotyphlops canlaonensis мешкають на острові Негрос, де спостерігалися на горі Канлаон та в горах Куернос-де-Негрос. Вони живуть у вологих тропічних лісах, серед повалених дерев і опалого листя.